# Championnat d'Amérique du Sud de rugby à XV 2011
 (signalé en mai 2025).
Si vous disposez d'ouvrages ou d'articles de référence ou si vous connaissez des sites web de qualité traitant du thème abordé ici, merci de compléter l'article en donnant les références utiles à sa vérifiabilité et en les liant à la section « Notes et références ».
- Archive Wikiwix
- Bing
- Cairn
- DuckDuckGo
- E. Universalis
- Gallica
- Google
- G. Books
- G. News
- G. Scholar
- Persée
- Qwant
- (zh) Baidu
- (ru) Yandex
- (wd) trouver des œuvres sur Wikidata

Navigation
Championnat 2010 Championnat 2012
Le Championnat d'Amérique du Sud de rugby à XV 2011 est une compétition de rugby à XV organisée par la Confederación sudamericana de rugby. La 33e édition se déroule du 14 mai au 25 mai 2011 et est remportée par l'équipe d'Argentine A également appelée les Jaguars.

## Équipes participantes
| Division A - Argentine A - Brésil - Chili - Uruguay - Paraguay | Division B - Colombie - Costa Rica - Pérou - Venezuela |

## Division A

### Format
Le Brésil, le Chili, le Paraguay et l'Uruguay s'affrontent lors de la première phase. Les deux premiers se qualifient pour la seconde phase.

### Première phase

#### Classement
| Rang | Nation   | J | V | N | D | Pm  | Pe  | Diff | Pts |
| ---- | -------- | - | - | - | - | --- | --- | ---- | --- |
| 1    | Chili    | 3 | 3 | 0 | 0 | 117 | 27  | +90  | 9   |
| 2    | Uruguay  | 3 | 2 | 0 | 1 | 159 | 45  | +114 | 6   |
| 3    | Brésil   | 3 | 1 | 0 | 2 | 75  | 78  | -3   | 3   |
| 4    | Paraguay | 3 | 0 | 0 | 3 | 23  | 224 | -201 | 0   |

|  | Qualifiés (no 1, no 2). |

#### Détails des résultats
| 14 mai 2011 14 h 00 | Uruguay | 102 – 6 | Paraguay | Puerto Iguazú Arbitre : H. Platais |
| 14 mai 2011 14 h 00 |         |         |          | Puerto Iguazú Arbitre : H. Platais |
| 14 mai 2011 14 h 00 |         |         |          | Puerto Iguazú Arbitre : H. Platais |

| 14 mai 2011 16 h 10 | Chili | 25 – 6 | Brésil | Puerto Iguazú Arbitre : M. Rivera |
| 14 mai 2011 16 h 10 |       |        |        | Puerto Iguazú Arbitre : M. Rivera |
| 14 mai 2011 16 h 10 |       |        |        | Puerto Iguazú Arbitre : M. Rivera |

| 17 mai 2011 14 h 00 | Chili | 71 – 3 | Paraguay | Puerto Iguazú Arbitre : M. Rivera |
| 17 mai 2011 14 h 00 |       |        |          | Puerto Iguazú Arbitre : M. Rivera |
| 17 mai 2011 14 h 00 |       |        |          | Puerto Iguazú Arbitre : M. Rivera |

| 17 mai 2011 16 h 10 | Uruguay | 39 – 18 | Brésil | Puerto Iguazú Arbitre : F. Balbotin |
| 17 mai 2011 16 h 10 |         |         |        | Puerto Iguazú Arbitre : F. Balbotin |
| 17 mai 2011 16 h 10 |         |         |        | Puerto Iguazú Arbitre : F. Balbotin |

| 20 mai 2011 13 h 45 | Brésil | 51 – 14 | Paraguay | Puerto Iguazú Arbitre : L. Caviglia |
| 20 mai 2011 13 h 45 |        |         |          | Puerto Iguazú Arbitre : L. Caviglia |
| 20 mai 2011 13 h 45 |        |         |          | Puerto Iguazú Arbitre : L. Caviglia |

| 20 mai 2011 16 h 00 | Uruguay | 18 – 21 | Chili | Puerto Iguazú Arbitre : C. Romero |
| 20 mai 2011 16 h 00 |         |         |       | Puerto Iguazú Arbitre : C. Romero |
| 20 mai 2011 16 h 00 |         |         |       | Puerto Iguazú Arbitre : C. Romero |

### Deuxième phase

#### Classement
| Rang | Nation          | J | V | N | D | Pm  | Pe | Diff | Pts |
| ---- | --------------- | - | - | - | - | --- | -- | ---- | --- |
| 1    | Argentine A (T) | 2 | 2 | 0 | 0 | 136 | 20 | +116 | 6   |
| 2    | Chili           | 2 | 1 | 0 | 1 | 27  | 79 | -52  | 3   |
| 3    | Uruguay         | 2 | 0 | 0 | 2 | 32  | 96 | -64  | 0   |

|  | Vainqueur (no 1).        |
|  | T : Tenant du titre 2010 |

#### Résultats
| 22 mai 2011 15 h 30 | Argentine A | 61 – 6 | Chili | Puerto Iguazú Arbitre : L. Caviglia |
| 22 mai 2011 15 h 30 |             |        |       | Puerto Iguazú Arbitre : L. Caviglia |
| 22 mai 2011 15 h 30 |             |        |       | Puerto Iguazú Arbitre : L. Caviglia |

| 25 mai 2011 15 h 30 | Argentine A | 75 – 14 | Uruguay | Puerto Iguazú Arbitre : F. Pastrana |
| 25 mai 2011 15 h 30 |             |         |         | Puerto Iguazú Arbitre : F. Pastrana |
| 25 mai 2011 15 h 30 |             |         |         | Puerto Iguazú Arbitre : F. Pastrana |

| 28 mai 2011 15 h 30 | Chili | 21 – 18 | Uruguay | Puerto Iguazú |
| 28 mai 2011 15 h 30 |       |         |         | Puerto Iguazú |
| 28 mai 2011 15 h 30 |       |         |         | Puerto Iguazú |

## Division B

### Classement
| Rang | Nation     | J | V | N | D | Pm  | Pe  | Diff | Pts |
| ---- | ---------- | - | - | - | - | --- | --- | ---- | --- |
| 1    | Venezuela  | 3 | 3 | 0 | 0 | 124 | 46  | +78  | 9   |
| 2    | Pérou      | 3 | 2 | 0 | 1 | 91  | 40  | +51  | 6   |
| 3    | Colombie   | 3 | 1 | 0 | 2 | 56  | 105 | -49  | 3   |
| 4    | Costa Rica | 3 | 0 | 0 | 3 | 37  | 117 | -80  | 0   |

|  | Vainqueur (no 1). |

### Résultats
| 21 août 2011 | Pérou | 40 – 13 | Costa Rica | Lima |
| 21 août 2011 |       |         |            | Lima |
| 21 août 2011 |       |         |            | Lima |

| 21 août 2011 | Venezuela | 57 – 19 | Colombie | Lima |
| 21 août 2011 |           |         |          | Lima |
| 21 août 2011 |           |         |          | Lima |

| 24 août 2011 | Pérou | 36 – 10 | Colombie | Lima |
| 24 août 2011 |       |         |          | Lima |
| 24 août 2011 |       |         |          | Lima |

| 24 août 2011 | Venezuela | 50 – 12 | Costa Rica | Lima |
| 24 août 2011 |           |         |            | Lima |
| 24 août 2011 |           |         |            | Lima |

| 27 août 2011 | Colombie | 27 – 12 | Costa Rica | Lima |
| 27 août 2011 |          |         |            | Lima |
| 27 août 2011 |          |         |            | Lima |

| 27 août 2011 | Venezuela | 17 – 15 | Pérou | Lima |
| 27 août 2011 |           |         |       | Lima |
| 27 août 2011 |           |         |       | Lima |